# アルフレッド・コティ
アルフレッド・コティ（Alfred Kotey、1968年6月3日 - 2020年6月30日）は、ガーナの男性プロボクサー。元WBO世界バンタム級王者。アクラ出身。引退試合が唯一のKO負けでダウンを喫したことはなかった。ファン・マヌエル・マルケスやオルランド・サリド、ビクター・オルティスの後の世界王者達の強打に立ちふさがり、アマチュアで培った技術に階級を上げた事で強化されたディフェンスを武器にした選手だった。

## 来歴

### アマチュア時代
コティは1988年ソウルオリンピックのフライ級で出場。1回戦は初回レフェリーストップ勝ちを収め、2回戦は同じアフリカ勢同士の対戦になったが5-0の判定勝ちを収めた。しかし3回戦では今大会の銅メダリストのマリオ・ゴンサレスに0-5の判定で敗れた。
オリンピック後はプロに転向した。

### プロボクサー時代
1988年11月20日、オリンピックから3か月後にコティは故郷アクラでフライ級のウェイトでデビュー戦を行い初回KO勝ちを収めた。
1989年6月10日、アリステージ・サグボと対戦し、8回TKO勝ちを収めた。
1989年10月21日、ジョージ・フリーマンとコモンウェルスイギリス連邦フライ級王座決定戦を行い2回TKO勝ちを収め王座獲得に成功した。
1990年7月6日、ダニー・ポーターと対戦し12回118-115の判定勝ちを収め初防衛に成功した。
1991年9月10日、ロベルト・ロビンソンと対戦し7回TKO勝ちを収めた。
1992年4月16日、フィラデルフィアのブルー・ホライズンでフランシスコ・モンティエルと対戦し10回3-0(99-90、2者が100-90)の判定勝ちを収めた。
1992年7月28日、アレハンドロ・サナブリアと対戦し10回判定勝ちを収めた。
1992年11月17日、後のIBF世界スーパーフライ級王者フリオ・セサール・バルボアと対戦し10回1-2(94-98、94-96、96-95)の判定負けを喫した。
1994年7月30日、ロンドンのヨーク・ホールでWBO世界バンタム級王者ラファエル・デル・バーレと対戦し12回3-0(118-111、116-112、116-111)の判定勝ちを収め王座獲得に成功した。
1994年10月25日、アルマンド・カストロと対戦し12回3-0(2者が120-108、119-111)の判定勝ちを収め初防衛に成功した。
1995年2月17日、ドリュー・ドチェティーと対戦し4回50秒TKO勝ちを収め2度目の防衛に成功した。
1995年10月21日、ロンドンのヨーク・ホールでダニエル・ヒメネスと対戦し12回0-3(111-116、113-115、113-114)の判定負けを喫し3度目の防衛に失敗し王座から陥落した。
1995年12月9日、ヨーク・ホールでWBCインターナショナルスーパーバンタム級王者フレディー・クルスと対戦し12回判定勝ちを収め王座獲得に成功した。なおこの試合で負傷した為ブランクを作った。
1997年5月12日、ザ・フォーラムでWBOインターコンチネンタルスーパーバンタム級王者ジェシー・マガナと対戦し12回判定負けを喫し王座獲得に失敗した。
1997年8月12日、グウティー・エスパダス・ジュニアと対戦し10回判定負けを喫した。
1997年11月22日、トロピカーナ・ホテル・アンド・カジノで後の世界4階級制覇王者でNABO北米フェザー級王者ファン・マヌエル・マルケスと対戦。強打を浴びながらダウンを拒むも12回0-3の判定負けを喫し王座獲得に失敗した。
2000年5月5日、ガーナ並びにABUアフリカスーパーフェザー級王者ギデオン・アンノールと対戦し10回1-0(97-95、2者が97-97)の負傷判定で引き分けに終わり王座獲得に失敗した。
2001年1月26日、ガーナ並びにABUアフリカスーパーフェザー級王者ギデオン・アンノールと再戦し12回0-2(114-117、116-116、111-118)の判定負けを喫し王座獲得に失敗した。
2001年4月7日、ロンドンのコンフェレンス・センターでWBFインターコンチネンタルライト級王者アンソニー・メイナードと対戦し6回終了時メイナードの棄権によるTKO勝ちを収め王座獲得に成功した。
2001年9月29日、マイアミのミコウスキー・インディアン・ゲーミング・リゾート後の世界2階級制覇王者アセリノ・フレイタスと対戦し10回3-0(89-100、2者が90-100)の判定負けを喫した。この試合終了後1度目の引退を表明した。
2003年10月31日、後の世界2階級制覇王者オルランド・サリドと対戦し10回0-3(2者が91-98、92-97)の判定負けを喫した。
2004年8月6日、ミゲール・コットの兄ホセ・ミゲール・コットと対戦し10回0-3(89-100、90-99、91-98)の判定負けを喫した。
2004年10月1日、フリオ・ディアスの弟アントニオ・ディアスと対戦し8回判定負けを喫した。
2006年9月8日、後のWBC世界ウェルター級王者ビクター・オルティスと対戦し8回0-3(3者共に72-80)の判定負けを喫した。
2006年11月18日、後のスーパーライト級統一王者ラモン・ピーターソンの弟アンソニー・ピーターソンと対戦し8回判定負けを喫し試合後2度目の引退を表明した。
2008年7月4日、クワメ・フォスとアクラのプラザ・シネマで対戦し3回KO勝ちを収めた。
2010年12月11日、ガボール・ヴェトと対戦し8回80-72の判定負けを喫し3度目の引退を表明した。
2012年2月18日、サムエル・シェグとの対戦で2年振りに復帰。3回46秒KO勝ちを収めた。
2012年5月26日、フレデリック・ラウソンと対戦。キャリア初のKO負けとなる3回終了時棄権によるTKO負けを喫した。この試合を最後に体力の限界を理由に現役を退いた。

### 引退後
2020年6月30日、アメリカ合衆国にて脳卒中のために死去した。52歳没。

## 獲得タイトル
- コモンウェルスイギリス連邦フライ級王座
- 第5代WBO世界バンタム級王座（防衛2）
- WBCインターナショナルスーパーバンタム級王座
- WBFインターコンチネンタルライト級王座